# Posthalterei Altweidenbach
Die Posthalterei Altweidenbach oder auch Weidlichs Gut sind mehrere denkmalgeschützte Bauwerke auf dem Gebiet des Ortsteils Altweidenbach der Gemeinde Obhausen der Verbandsgemeinde Weida-Land in Sachsen-Anhalt. Im örtlichen Denkmalverzeichnis sind die Bauwerke unter der Erfassungsnummer 094 09101 als Baudenkmal verzeichnet.
Bei Weidlichs Gut, unter der Adresse Börnchenweg 4 in Altweidenbach, handelt es sich um eine kursächsische Posthalterei. An dieser Stelle konnten die Postreiter ihre Pferde gegen ausgeruhte Pferde tauschen. Das markanteste Bauwerk der Posthalterei befindet sich am Eingang des Gutshofes mit einem auffälligen Giebelreiter und einem verzierten Tor. Auch zur Zeit des Königreich Preußens bestand die Posthalterei weiter. An ihr verlief die eine der preußischen Chausseen vorbei, wie auch der Meilenstein 200 m außerhalb des Ortes Richtung Schafstädt belegt.